# Ondéfidouo
Ondéfidouo est une localité du nord-est de la Côte d'Ivoire et appartenant au département de Bouna, Région du Zanzan. La localité de Ondéfidouo est un chef-lieu de commune.